# Fars (Nachrichtenagentur)
Fars (persisch فارس, DMG Fārs; englisch Fars News Agency, FNA) ist eine iranische Nachrichtenagentur.
Die Agentur berichtet aus Politik, Wirtschaft, Kultur, Gesellschaft, Recht, Sport, Militär und anderen Gebieten. Sie unterhält Dienste in Persisch, Türkisch, Arabisch und Englisch. Fars ist offiziell unabhängig, gilt aber als unter dem Einfluss der Revolutionsgarde stehend. Eine Verbindung zur Revolutionsgarde wird von Fars abgestritten. Die Inhalte der Fars News Website sind als Creative Commons lizenziert.
Fars wurde Anfang 2003 gegründet. Die seit Dezember 2005 bestehende englischsprachige Abteilung nahm nach einer Testphase am 21. März 2006 ihren offiziellen Betrieb auf. Wesentlich älter ist die amtliche Nachrichtenagentur Islamic Republic News Agency.
Nach Angaben ehemaliger Fars-Beschäftigter sollen der Einfluss der Revolutionsgarde seit 2005 mit Amtsantritt der Regierung von Mahmud Ahmadinedschad angewachsen und viele unabhängige Journalisten entlassen worden sein. Iranische Dissidenten berichteten, dass bei Verhören, denen sie 2007 unterzogen wurden, Mitarbeiter von Fars anwesend gewesen seien und mitgeschrieben haben sollen. Im Frühling 2009 gründete Fars den Verein „Tavana“, ein journalistisches Ausbildungszentrum für junge Mitglieder der Basidsch-e Mostaz'afin. Als die Proteste gegen die Auswertung der Präsidentschaftswahlen vom 12. Juni 2009 anwuchsen, entließ Fars im Juli des Jahres 39 als nicht linientreu geltende Journalisten und ersetzte sie durch neu ausgebildete Kräfte. Im September 2009 flohen zwei Photographen der Agentur in die Türkei und beantragten dort Asyl. Zuvor hatten sie entgegen der Weisungen Bilder von oppositionellen Versammlungen aufgenommen und diese anonym an ausländische Nachrichtenagenturen verkauft, weswegen sie vom leitenden Nachrichtenredakteur gewarnt wurden und daraufhin ohne ihre Familien aus Iran flohen.
Im Januar 2020 nahm die Kontrollbehörde des US-Finanzministeriums OFAC die Nachrichten-Agentur in eine Sanktionsliste auf und ließ die DNS-Namensauflösung weltweit sperren, so dass der bisher gewohnte Zugang blockiert wurde. Die Website war daraufhin auf en.farsnews.ir wieder aufrufbar.